# Turtle-Group-Nationalpark
Der Turtle-Group-Nationalpark (engl.: Turtle Group National Park) ist ein Nationalpark im Nordosten des australischen Bundesstaates Queensland. Die kleine Inselgruppe liegt 10 Kilometer nördlich des Lookout Point, einem Kap in der Ngulun-Munburra Resources Reserve.
Zum Nationalpark gehören die Turtle Group of Islands, Nymph Island und die Pethebridge Islets, insgesamt neun Inseln. Nymph Island besitzt eine Fläche von 65 Hektar. Die Turtle Group of Islands besteht aus sechs Inseln, die mit den Buchstaben a bis f bezeichnet sind. Die Inseln gehören zum Weltnaturerbe Great Barrier Reef.

## Landesnatur
Nymph Island besteht aus Sand und Korallenschutt und besitzt eine gezeitenabhängige Lagune im Inneren der Insel (Inland Sea), die mit vielen, etwa 3700 Jahre alten kleinen Atollen versehen und durch einen kleinen Bach mit dem Meer verbunden ist.
Die Turtle Group of Islands sind Koralleninseln, die mit Sand und Kieseln bedeckt sind. Die einzelnen Inseln befinden sich in den unterschiedlichen Entwicklungszuständen einer Koralleninsel, von einfachen, sandbedeckten Inseln bis zu Inseln mit Strandfelsen und Kieselbänken.

## Flora und Fauna
Auf Nymph Island findet man ausgedehnte Mangrovenwälder. Die Inseln der Turtle Group of Islands sind mit Grasland, lichtem Wald, Mangroven und auch dichtem Regenwald bewachsen.
Vor allem kann man Vögel auf allen Inseln beobachten, auf denen sie auch nisten. Darunter befindet sich u. a. der seltene Isabellbrachvogel (Numenius madagascariensis), die Rosenseeschwalbe, die Große Fruchttaube und der Weißbauch-Seeadler.

## Einrichtungen und Zufahrt
Das wilde Zelten ist auf Nymph Island, Turtle Island a, Turtle Island b und Turtle Island f gestattet. Pro Insel dürfen aber nicht mehr als 10 Personen zelten und dies maximal 14 Tage lang. Besondere Besuchereinrichtungen gibt es auf keiner der Inseln.
Die Inseln sind nur mit privaten Booten erreichbar.